# Сплюшка філіпінська
Сплюшка філіпінська (Otus megalotis) — вид совоподібних птахів родини совових (Strigidae). Ендемік Філіппін. Негроські і самарські сплюшки раніше вважалися підвидом філіпінської сплюшки, однак були визнані окремими видами.

## Опис

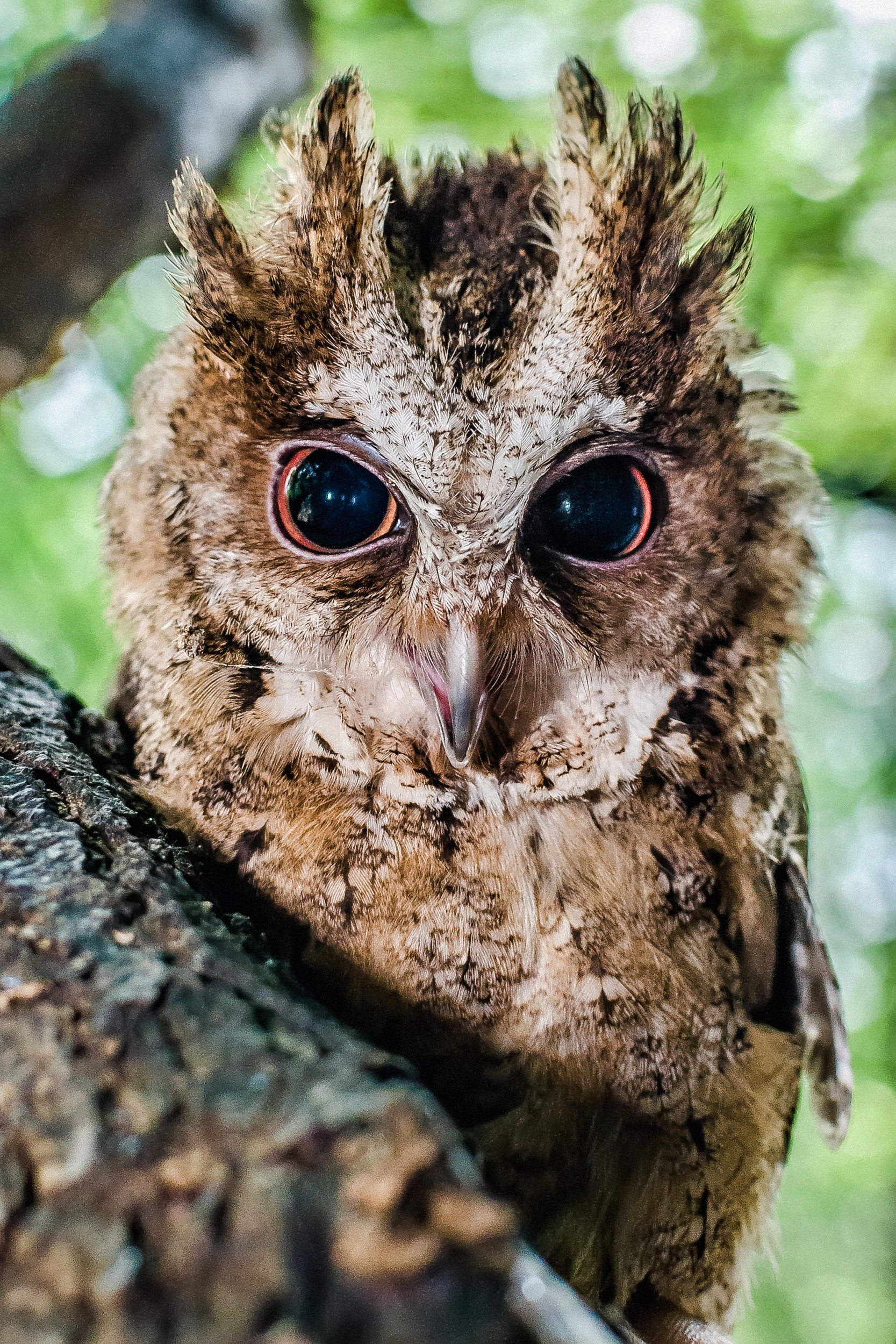
Філіпінська сплюшка

Довжина птаха становить 23-28 см, вага 125-310 г, самиці є більшими за самців і важчими за них на 30 г. Забарвлення переважно сірувато-коричневе, поцятковане темними смужками, на плечах у них світлі смуга. нижня частина тіла сіра, поцяткована темними смужками. Лицевий диск світлий, пера з країв на ньому світлі з темними кінчиками, над очима світлі "брови", на голові довгі пір'яні "вуха". Очі оранжево-карі, дзьоб роговий, лапи оперені. Голос — гучна серія криків «ойк-ойк-ойк».

## Поширення і екологія
Філіпінські сплюшки мешкають на островах Лусон, Катандуанес і Маріндук на півночі Філіппінського архіпелагу. Вони живуть у вологих рівнинних і гірських тропічних лісах, на висоті від 300 до 1600 м над рівнем моря, місцями на висоті до 2000 м над рівнем моря. Ведуть нічний спосіб життя, живляться комахами, павуками і дрібними хребетними. Розмножуються протягом всього року, гніздяться в дуплах дерев. В кладці 1-2 яйця.